# ベアテ・ノード
ベアテ・ノード（Beate Nodes ､ 1964年5月23日ｰ2008年10月19日ｰ）はドイツの女性レーシングドライバー。80年代から90年代にかけて活躍した。ノーテスまたは、ノーデスと表記なされる場合もある。

## 経歴
ノードのモータースポーツのキャリアは1983年に始まり､フォード・フィエスタレディースカップでシリーズ2位を獲得。翌年、このシリーズのチャンピオンを獲得した。
1985年にはドイツのプロダクションカーチャンピオンシップ（後にドイツのツーリングカー選手権（略してDTM）に切り替え、フォードグラブチームから参戦。ノードは1986年のアヴスで3位に入り、DTMで表彰台を初めて獲得した女性レーシングドライバーとなった。 
1990年から1992年にかけてはトーマス・ベイヤー、後にアキム・ステグミュラーとフォード・フィエスタ・ミックス・カップでドライブし、いくつかのレースで勝利。 1992年はステグミュラーとのコンビで総合ランキング2位になった。また、ニュルブルクリンク24時間レースにも参戦した。 ノードは一貫してフォードのドライバーであった。

## 引退後
1994年、30歳で引退した。引退後 は、靴屋のマネージャーを務めていた。2008年10月に44歳の若さで心不全により亡くなった。